# Bosna (alimento)

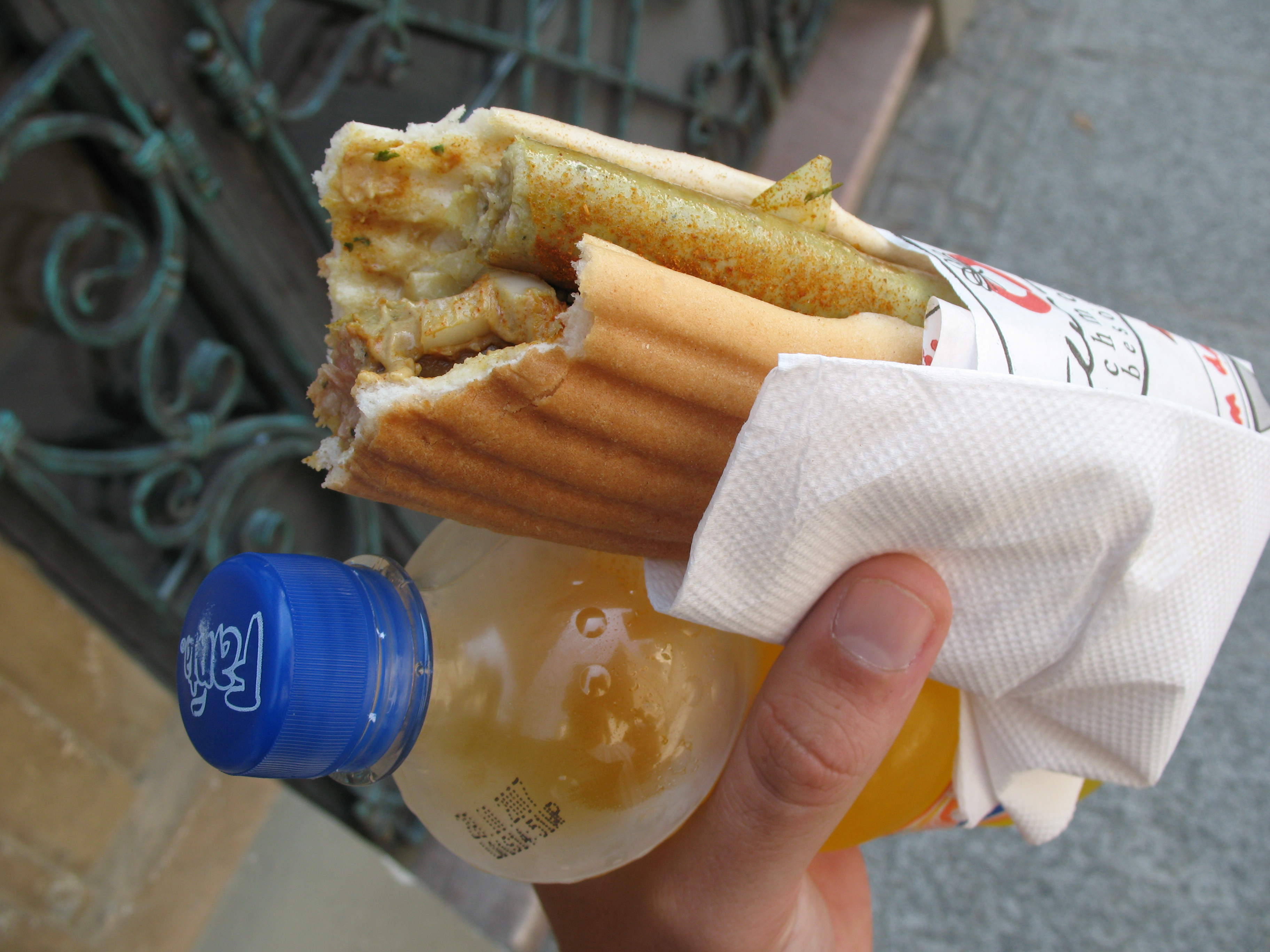
Un bosna callejero en Salzburgo.

El bosna (denominada a veces como bosner) es un sandwich típico de la cocina austriaca, es entendido como un alimento de comida rápida. Es una especialidad originaria de Salzburgo o Linz, Es un alimento por su forma de ser servido, muy parecido al hot dog americano. El nombre de este plato fue explicado por el lingüista alemán Heinz Dieter Pohl como originario de Bosnia.

## Características
Se elabora con una salchicha y se sirve como un perrito caliente, que consiste principalmente en una salchicha (bratwurst), cebollas y una mezcla de tomate kétchup, mostaza y curry en polvo. El bosna se suele elaborar con pan blanco y es por regla general asado antes de servido.

## Variantes
Existen diversas variantes de la bosna, como pueden ser:
- Kleine Bosna (Bosna pequeña), con sólo una salchicha
- Große Bosna (Bosna grande), con dos salchichas
- Kafka (nombrada en honor de Franz Kafka, Käsekrainer Bosna), servida con un tipo diferente de salchichas; generalmente con una salchicha elaborada con carne que posee especias y queso